# Clan Contini
Il clan Contini è un sodalizio camorristico operante sul territorio della città di Napoli, e più precisamente nel quartiere San Carlo all'Arena. Il clan fa parte, insieme ai Licciardi e ai Mallardo, di una confederazione chiamata Alleanza di Secondigliano, che secondo gli inquirenti è attualmente una delle organizzazioni più grandi della camorra di oggi.

## Storia
L'organizzazione creata da Edoardo Contini è basata sulla sua grande abilità imprenditoriale oltre che alla scelta dell'uso delle armi solo in casi estremi. La caratteristica che ha reso il sodalizio quasi invulnerabile rispetto agli altri clan partenopei è stata l'assenza di scissioni interne e di collaboratori di giustizia.
Contini intraprende la carriera criminale agli inizi degli anni '80, abbandonando la vita da imprenditore. Pochi anni dopo, già inquadrato nella Nuova Famiglia, quella nata per contrapporsi alla NCO di Raffaele Cutolo, è alla guida di un gruppo criminale con base a San Giovanniello, nel quartiere San Carlo all'Arena. È la zona dell'Arenaccia, una delle più calde per la densità abitativa e per la vicinanza con le aree su cui insistono gli altri clan. A metà degli anni '80 è già tra i criminali più influenti di Napoli: dopo un incontro con i narcos colombiani, a cui prendono parte anche i mafiosi siciliani, si aggiudica il mercato dell'Europa dell'est per la cocaina sudamericana. In quel periodo Contini è tra i fondatori dell'Alleanza di Secondigliano (insieme a Francesco Mallardo e a Gennaro Licciardi). Non perde però lo spirito imprenditoriale: diversifica e investe. Il suo clan mette le mani su usura ed estorsioni, traffico di droga, gioco d'azzardo,     contraffazione e investe in case, società e attività imprenditoriali.
Nel 2017 la Guardia di Finanza, su disposizione della DDA, confisca al suo gruppo un tesoro di 320 milioni di euro già finito sotto sequestro preventivo due anni prima: ci sono distributori di benzina tra Campania e Molise, bar tra Napoli e Avellino, tabaccherie, aziende per la torrefazione di caffè, gioiellerie e una trentina di immobili tra cui una villa a Ischia. Secondo la DDA era probabilmente soltanto la punta dell'iceberg.
Nessuno ha mai "tradito" Edoardo Contini e nessuno ha mai deciso di scalare i vertici creando una frattura in seno all'organizzazione, un particolare unico in seno alla camorra.
Prima del suo arresto Edoardo Contini compariva nella lista dei 30 ricercati più pericolosi d'Italia.
Secondo il pentito Domenico Esposito, il clan Di Lauro aveva un patto per questioni di droga con il clan Contini, in particolare con Ciro Contini, nipote di Edoardo Contini.
La relazione della DIA trasmessa al Parlamento nel primo semestre del 2019 ha evidenziato che il centro storico di Roma è soggetto alla concentrazione delle «attività di reinvestimento» del clan, «in particolare nei settori della ristorazione ed immobiliare».

### Avvenimenti recenti
- Il 10 agosto 2008, dopo circa 3 anni di latitanza, viene catturato a Gerona (Spagna) Patrizio Bosti. Il suo soprannome è 'o Patrizio. Bosti e il suo clan sono legati ai clan camorristici Licciardi e Contini, di lunga data. Il potere, l'influenza e la ricchezza che il suo clan deteneva permisero a Bosti di diventare uno dei principali leader camorristici all'interno dell'Alleanza di Secondigliano, che riuniva i principali clan dell'area napoletana. Bosti fu incluso nella lista dei latitanti più ricercati. Bosti fu condannato in contumacia per essere stato a capo di un clan camorristico napoletano e condannato a 23 anni di carcere per l'omicidio di due mafiosi rivali durante una faida nel 1984. Successivamente fu estradato in Italia per rispondere delle accuse di omicidio. Patrizio Bosti è sposato con Rita Aieta, cognata di Edoardo Contini e Francesco Mallardo. Secondo alcune fonti, negli anni '80 e '90, era l'amante di Erminia Giuliano, sorella di Luigi Giuliano, allora capo di uno dei più potenti clan camorristici dell'epoca. Bosti è il padre di Ettore Bosti, detto o'russ, anche lui in carcere. O'russ era noto per il suo stile di vita dispendioso, frequentando spesso discoteche esclusive, spendendo ingenti somme di denaro e frequentando sempre calciatori e personaggi influenti. Ettore è anche noto per aver riciclato denaro sporco più volte nell'isola di Ibiza, in Spagna. Nel dicembre 2019, la moglie di Patrizio, Rita Aieta, è stata trasferita al regime carcerario del 41-bis, infliggendo un altro duro colpo all'Alleanza di Secondigliano.
- Il 27 gennaio 2010 viene arrestato l'attuale reggente del clan Paolo Di Mauro, ricercato dal 2003 ed inserito anch'egli nell'elenco dei trenta latitanti più pericolosi.[7]
- Il 12 agosto 2013 viene arrestato il capo-clan pluripregiudicato Umberto Falanga, latitante dal 2011, mentre era in vacanza a Cattolica[8].
- Il 23 gennaio 2014 si conclude un'operazione che ha portato a 90 ordinanze di custodia cautelare e al sequestro di beni del valore di 250 milioni di euro a presunti affiliati al clan[9].
- Il 12 luglio 2018 viene arrestata Elena Boccia per detenzione di armi da guerra[10].
- Il 21 novembre 2018 è morto di cause naturali ad Arpino di Casoria Paolo Di Mauro, storico boss del clan.[11]
- Secondo gli investigatori dopo l’arresto di Marco Di Lauro i Contini sono il clan più solido e potente di Napoli: nessuna scissione interna, mai nessun affiliato diventato collaboratore di giustizia. Il gruppo di Edoardo ‘o Romano ha in mano droga, estorsioni, scommesse e contraffazione e ha investito per centinaia di milioni di euro in mezza Europa. Il gruppo avrebbe un ruolo anche nelle frizioni del centro storico: appoggerebbe i Sibillo, a cui i Contini sono legati anche da parentele tra gli affiliati, contro i rivali di sempre del clan Mazzarella.[2]
- L’8 ottobre 2019 viene arrestato Gaetano Attardo, ritenuto elemento di spicco del clan. Attardo si trovava in una villetta a Castel Volturno.[12]
- Dopo mesi di indagini e attività congiunta di Interpol Italia e Interpol Repubblica Dominicana, il 3 giugno 2020, il governo italiano ha finalmente ottenuto l'estradizione di Salvatore Vittorio dalla Repubblica Dominicana all'Italia. Vittorio era considerato il riciclatore del clan Contini a Santo Domingo. Secondo le autorità italiane, l'uomo è accusato di associazione a delinquere di stampo mafioso e riciclaggio.[13][14]